# تفجيرات الدار البيضاء 2007
تُشير تفجيرات الدار البيضاء 2007 إلى سلسلة من التفجيرات الانتحارية وقعت في مارس وأبريل 2007 بمدينة الدار البيضاء بالمغرب.

## تفجيرات 11 مارس
كان هناك تفجير انتحاري في 11 مارس 2007 في الدار البيضاء بالمغرب. جاء الانتحاريون من أحياء الصفيح في سيدي مؤمن، وهي ضاحية فقيرة من ضواحي الدار البيضاء.
وقع التفجير في الساعة 22 بالتوقيت المحلي داخل مقهى إنترنت. كان هناك رجلان يحاولان الدخول إلى موقع «إسلامي متطرف» قبل أن يطلب منهما المالك عدم القيام بذلك. رفض الرجلان، وبعد فترة وجيزة أغلق المالك الباب وهدد بالاتصال بالشرطة. وطلب المفجرون من صاحب المحل فتح الباب والسماح لهم بالرحيل لكنه رفض. أحد هذين الشخصين، عبد الفتاح الرايدي، 23 عامًا، كان يحمل عبوة ناسفة مخبأة تحت ملابسه، فقام بتفجير القنبلة، مما أدى إلى مقتله وإصابة رفيقه وثلاثة آخرين بينهم مالك المحل. نجا رفيقه، الذي تم تحديده لاحقًا على أنه يوسف الخضري البالغ من العمر 18 عامًا، مصابًا بإصابة في العين وغادر إلى مستشفى قريب، حيث ألقت السلطات القبض عليه لاحقًا.
صرّح العامل المكلف بالشؤون العامة لجهة الدار البيضاء الكبرى، المختار البقالي القاسمي، لوسائل الإعلام أن المفجرين «كانوا على الأرجح يستعدون لارتكاب عمل إجرامي... أرادوا تلقي تعليمات عبر الإنترنت لتنفيذ اعتداءاتهم في مكان آخر».
وبحسب جريدة الصباح فإن الهدف الحقيقي كان مقر قيادة الشرطة والقوات شبه العسكرية في الدار البيضاء وكذلك بعض المواقع السياحية.

## تفجيري 10 و14 أبريل

### 10 أبريل
بعد تفجير مارس، أسفرت عملية أمنية كبيرة ضد مسلحين مشتبه بهم عن تفجير ثلاثة انتحاريين أنفسهم، بينما قُتل رابع برصاص الشرطة أثناء محاولته تفجير عبوته. توفي ضابط شرطة في أحد الانفجارات. قال مسؤولون إن أحد المشتبه بهم الثلاثة الذين فجروا نفسهم أثناء مداهمة الشرطة هو شقيق مفجر القنبلة في مقهى الإنترنت.

### 14 أبريل
فجّر انتحاريان آخران نفسيهما في الدار البيضاء في 14 أبريل. وأصيبت امرأة من المارة في التفجيرين اللذين وقعا بالقرب من القنصلية الأمريكية ومركزها الثقافي.

## الحُكم
في أكتوبر 2008، حُكِمَ على 45 شخصًا بالسجن من سنتين إلى 30 عامًا لدورهم في التفجيرات التي وقعت.